# Jackson Lake
Jackson Lake är en upp till 24 kilometer lång och 11 kilometer bred insjö i Grand Teton nationalpark i nordvästra Wyoming i USA. Sjön är en naturlig insjö som till följd av konstruktionen av Jackson Lake-dammen år 1911 utvidgats och därefter ytterligare utökats i samband med ombyggnader 1916 och 1989. De översta 10 meterna av sjön används av jordbrukare i Idaho för konstbevattning enligt en vattendom och lagstiftning som gäller sedan innan etablerandet av Grand Teton-nationalparken. Sjön är en rest av en större glaciärsjö i anslutning till Teton Range i väster och Yellowstoneplatån i norr. Sjöns huvudsakliga tillflöde är Snake River, som rinner in i sjön norrifrån och rinner ut vid Jackson Lake-dammen. Sjön är en av de största höghöjdssjöarna i USA, med en höjd på 2 064 meter över havet. Djupet är upp till 134 meter. Vattentemperaturen ligger i genomsnitt under 16 °C även sommartid.
Sjön har ett omfattande fiskbestånd av bland annat öring och kanadaröding, en lokal art av skarpsnittsröding samt Prosopium williamsoni.
Det finns över 15 öar i sjön, varav de största är Elk Island och Donoho Point.
I anslutning till sjön löper John D. Rockefeller, Jr. Memorial Parkway från den norra änden av Jackson Lake till den södra änden av Yellowstone nationalpark. Denna väg i kombination med vägarna i Grand Teton nationalpark längs sjöns östra sida ger tillgång för fritidsbåtar och fiske till sjön, och det finns flera småbåtshamnar och turistboenden längs sjön, bland dessa Leeks marina, Colter Bay Village, Jackson Lake Lodge och Signal Mountain Lodge. Flera av dessa är direkt tillgängliga från sjön. Den västra stranden är obebyggd och här finns endast vandringsstigar och några enkla lägerplatser.